# Lidia Geringer de Oedenberg

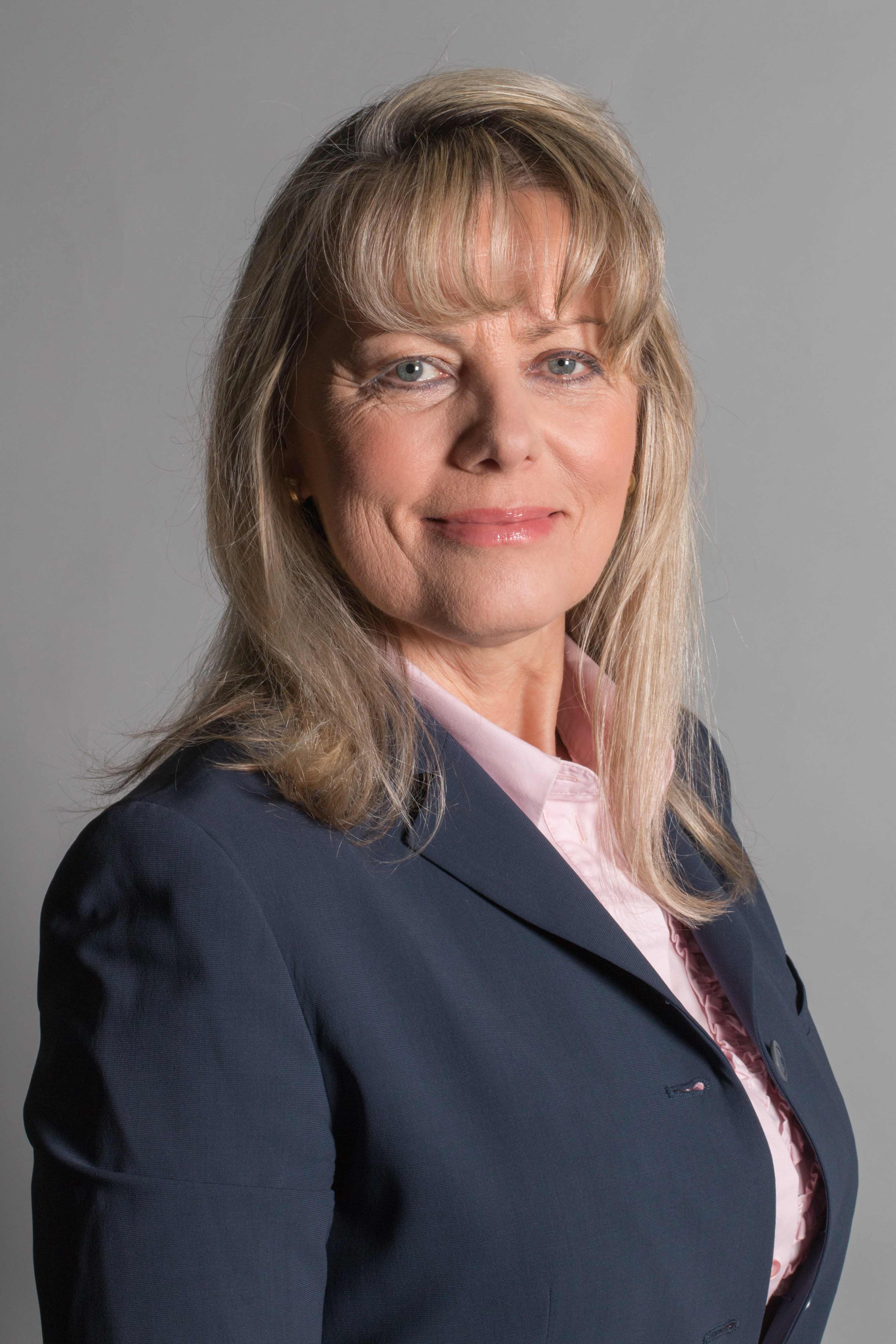
Lidia Geringer de Oedenberg (2014)

Lidia Joanna Geringer de Oedenberg (n. 12 septembrie 1957, Wrocław, Republica Populară Polonă) este un om politic polonez, membru al Parlamentului European în perioada 2004-2009 din partea Poloniei.